# Parafa

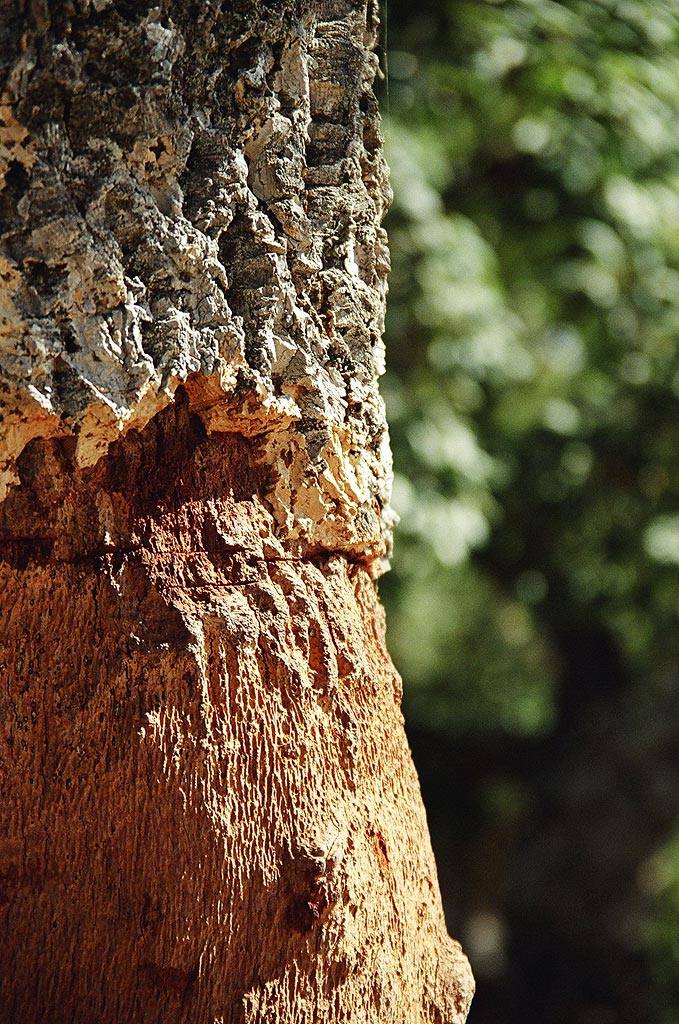
Paratölgy félig lehántott kéreggel

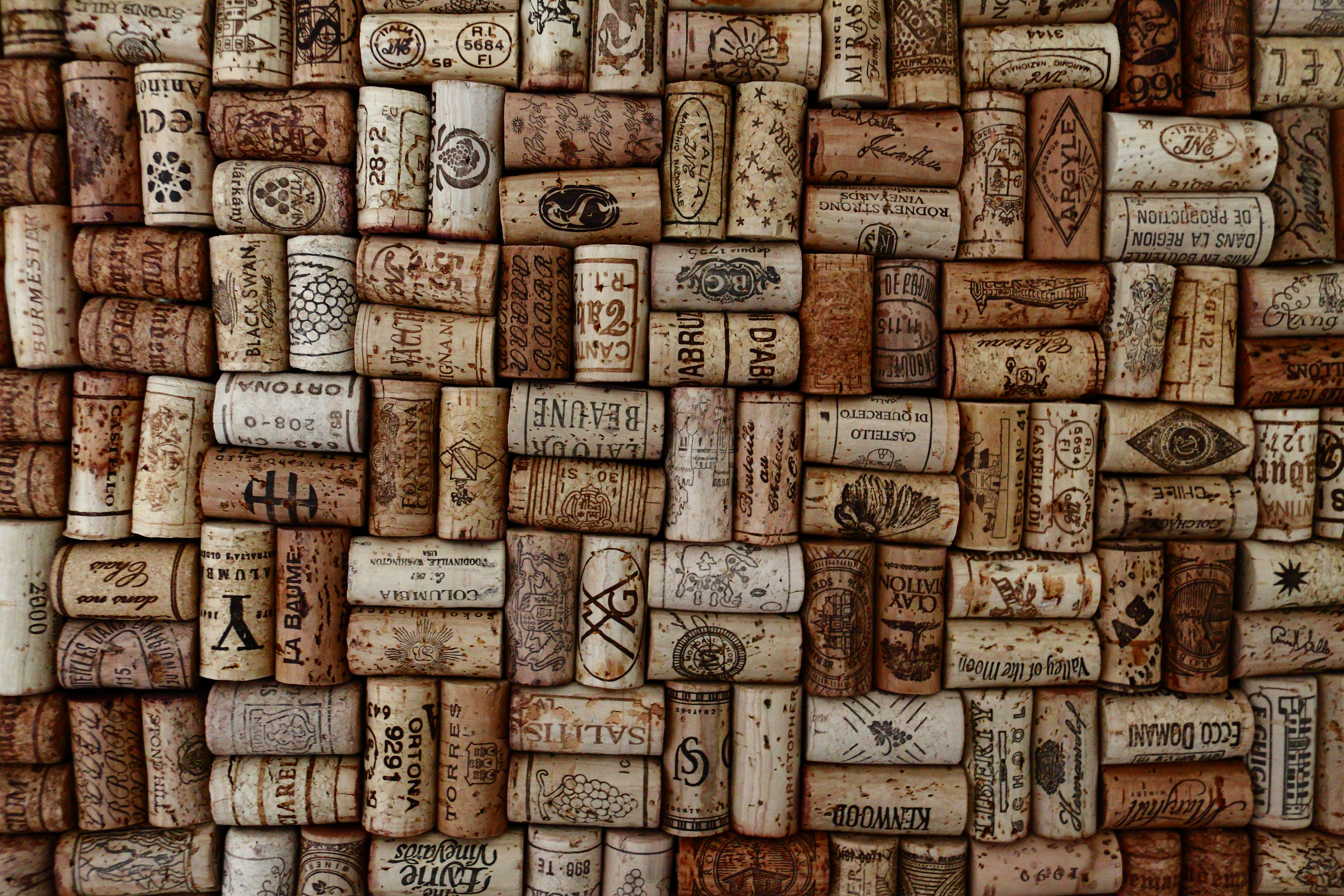
Borosüveg-dugók

A parafa többféle fa többéves ágain vagy törzsein keletkező vastag kéreg (más néven „para”), amely lefejthető.

## Előfordulása
Törzsnövényének az indiai és középamerikai Hibiscus tiliaceus Cav. mályvaféle növényt, a ceyloni Bombax Conyzae-t Burm., a nyugatindiai Ochroma lagopust Sw., valamint a délamerikai Pterocarpus Montouchi Poir. vitorlavirágút tartják. Parát termel továbbá az Erythroxylon suberosum St. Hil. Brazíliában, Európában a Quercus suber L., Qu. occidentalis Gay és Qu. pseudosuber Santi, kivált az olasz és spanyol félszigeten. A meleg égövi országokban, nevezetesen a Kanári-szigeteken az Euphorbia balsamifera Ait. taplós fájából, Brazíliában a Pourretia tuberculata Mart. beléből, és különösen a nyugat-indiai Anona palustris L. gyökeréből csinálnak parafadugót. Ezenkívül sok könnyű fát is parafának neveznek, és a parafát pótolják vele. Hazánkban a szilfa, kecskerágó, fodorjuhar stb. éle szokott "elparásodni", de ezekből nem készül parafa.

## Kereskedelmi használata
Kereskedelmi használatra elsősorban a paratölgy (Quercus suber) fáját termelik ki. A világ legnagyobb parafatermelője Portugália.
A parafa különösen dugónak alkalmas, mert rugalmas, ugyanakkor a nedvességet nem engedi át. A világban termelt parafa mintegy 60%-ából dugókat készítenek. Mivel nagyon könnyű, halászúszókhoz és bójákhoz is jó, de használják padlónak, sőt, tűzállósága miatt legújabban a rakétatechnológiában is. Házak külső téglájának is használták már. Egyéb kedvező tulajdonságai (rugalmasság, hőszigetelés, hangszigetelés, rezgéscsillapítás) a légbuborékszerű sejtecskék rugalmas összekapcsolódásának köszönhetők. A parafa 1 cm³-ében körülbelül 40 millió ilyen sejt van. A burkolóanyagnak használt, hántolt kérget megőrlik. A megőrölt szemcséket a parafában lévő gyanta mindenféle adalékanyag hozzáadása nélkül is rögzíti egymáshoz, de ragasztókkal ez a kötés még jelentősen szilárdítható. Ezenkívül olajban úszó kuplungok lamellájaként használták motorkerékpárokban a hetvenes évekig.
A parafa iránti igény a palackos borokkal nőtt, de a parafaellátás hullámzó, mert bár a paratölgyek több évszázadig élnek, egy-egy fa kérge egy évtizedben csak egyszer takarítható be. A minőségi dugók drágák, ezért az olcsóbb borokhoz rosszabb vagy műanyag dugót használnak. A műanyagdugók nem száradnak ki és nem zsugorodnak össze, ezért az ilyen üvegeket nem kell oldalt fektetve tárolni, mint a parafadugós palackokat. A szintetikus dugók eltérő sajátosságai miatt az ilyen üvegbe töltött borokat készíteni is máshogy kell, mert például a kén-dioxid szintjük eltér a parafadugós borokétól. 
Remek hő- illetve hangszigetelésre.

### A dugók
Az eredeti parafadugót egy darabban vágják ki a paratölgy kérgéből ezért a legdrágább dugófajta. Szorosan feszül a palackba, semleges ízű és természetes anyag. A dugók mintegy felét Portugáliában gyártják. A parafa dugót az ital tálalása után kis ezüsttányéron illik az asztalra helyezni.
A préselt dugókhoz a kéreg maradványait használják fel: ezeket megőrlik, majd összeragasztják. Bár a préselt dugók gyakran doh- vagy dugóízűek, termelésük az utóbbi tíz évben csaknem megkétszereződött.
A korongdugó úgy készült, hogy a préselt dugó aljára parafa korongot ragasztanak.

## Története
A francia borkészítők egészen a 17. század közepéig nem használtak parafadugót, inkább olajos rongyot tömtek az üveg nyakába. Állítólag a XVIII. század végén Dom Perignon, egy francia bencés apátság pincemestere zárta le először parafadugóval habzóboros palackjait. Az ilyen dugók tömegtermelése az ezernyolcszázas években kezdődött.
A XIX. század hatvanas éveiben lenolajjal vegyített porával vitorlákat próbáltak impregnálni – az eredmény a linóleum feltalálása lett. Ekkor fejlesztették ki az első parafa szigetelő és padlóburkoló lapokat is. Hő- és hangszigetelőként nagyon népszerű lett: a Titanic elsüllyedése után hetekig úsztak az óceán hullámain a szerencsétlenül járt hajó hűtőházának parafa táblái.
A két világháború között a PVC miatt a parafa sokoldalú felhasználása szinte feledésbe merült, és csak a hatvanas években, a természetes anyagok divatjával kezdődött újra. 

## Minősége, kategóriái
A paratölgy törzsét és vastagabb ágait vastag, rugalmas, puha, szivacsos, könnyű, a vizet át nem eresztő parafa réteg fejlődik. A mintegy 3 cm vastag lemezek-táblák a fáról magától leválnak, majd a para újra képződik. A termesztett parafa kérgének ennél vastagabb lemezeit a fa 15–25 éves korától mintegy 100–150 éven át 8–10 évenként lefejtik. Az először hántolt, úgynevezett szűzkéreg feldolgozásra még nem alkalmas. 
A para külső rétege az úgynevezett hím para csak tüzelőnek vagy zsindelynek jó.
A tényleges parafa az ez alatti réteg, a nőstény para. Ezt mintegy 5 cm vastag, 1,3 méter hosszú csíkokra vagdalják, forró vízben áztatják, majd simára lapítják: ennek eredménye a fehér parafa, ami könnyebb és rugalmasabb alapanyagánál, a nőstény paránál. E tulajdonságait megszáradva sem veszti el.
Spanyolországban a paradeszkát időnként meg is pörkölik, így kapják a fekete parafát. A paraszén (nigrum Hispanicum) fekete festéknek és fogpornak jó; a fiatal kéregből cserzőanyagot főznek.

## Környezet

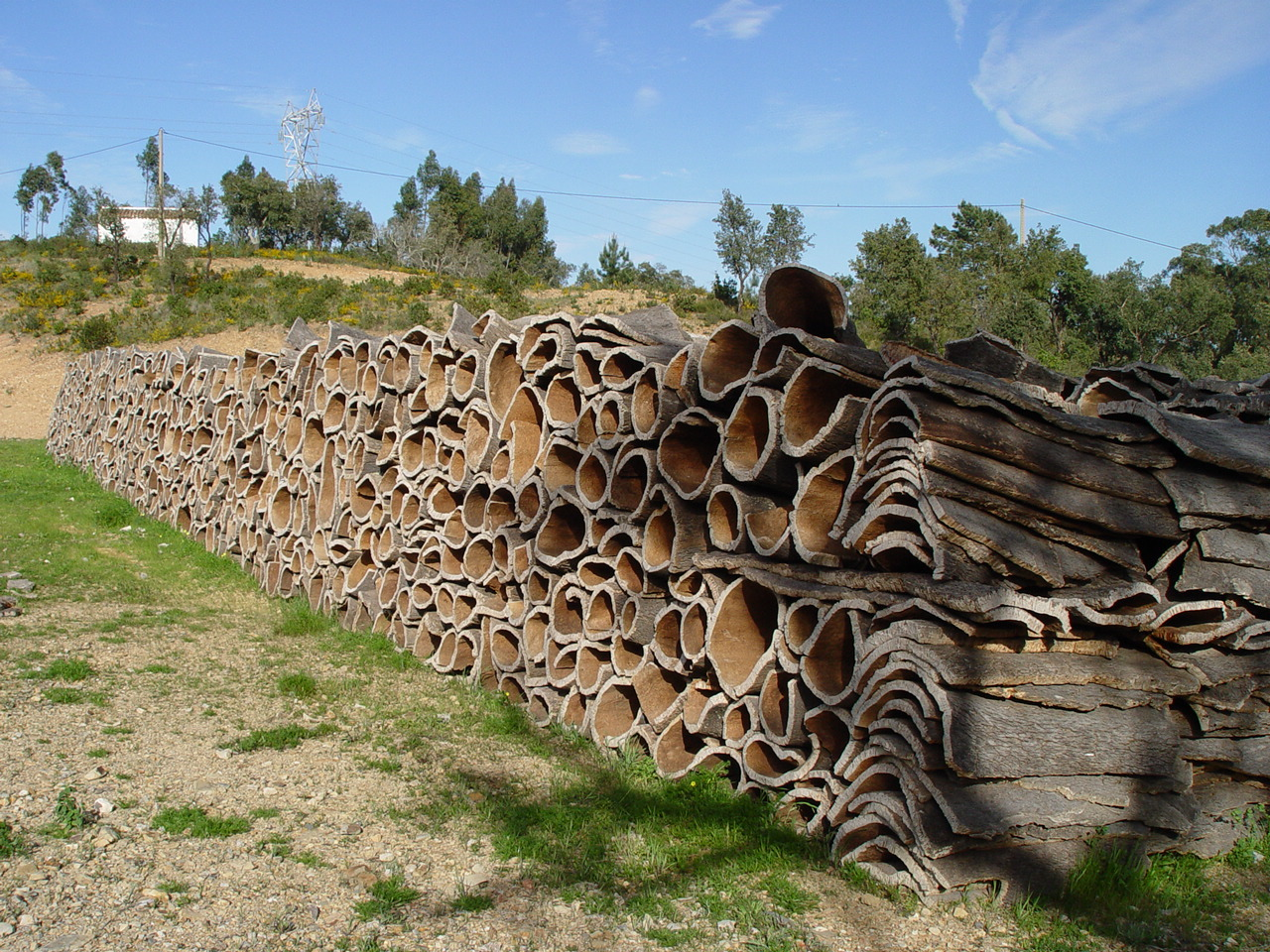
Lefejtett parafakéreg rakás

A parafatermelést általában környezetbarát iparágnak nevezik, és nem csak azért, mert a termék könnyen újrafeldolgozható. Spanyolország és Portugália paratölgy erdei (dehesa, illetve montado), amelyek a világ parafadugó szükségletének 80%-át biztosítják, 42 madárfaj és sok pillangófaj létfontosságú élettere.
A Guinness Könyvben szereplő Whistler Tree („Fütyülő fa”), amely nevét a koronájában éneklő madarak tömegéről kapta, 212 éves, és 2000-ig számítások szerint ez az egyetlen fa mintegy egymillió dugót produkált.
Olaszországban parafadugó újrahasznosító kampány indult, a begyűjtött dugókból bioépítkezésben, bútorgyártásban hasznosítható újra.

## Külső hivatkozások
- Visszaszorulóban a parafa dugó, veszélyben a paratölgy erdők?, National Geographic Magyarország
- A parafa termelésről (angolul)
- Parafa aratás
- Parafa ellátás, USA (angolul) Archiválva 2007. augusztus 18-i dátummal a Wayback Machine-ben
- Instituto de Promoción del Corcho, Extremadura (spanyolul)
- Alkoholos tények (angolul) Archiválva 2006. május 18-i dátummal a Wayback Machine-ben
- Parafa egyszeregy
- Parafa, mint bárányon a gyapjú
- Borigo – Középpontban a bor
- Parafa.lap.hu - linkgyűjtemény